# Bodnár Zsigmond
Bodnár Zsigmond (Nagykároly, 1839. február 9. – Csillaghegy, 1907. augusztus 24.) irodalomtörténész, egyetemi tanár.

## Élete
1839. február 9-én született a Szatmár megyei Nagykárolyban. 1846 és 1849 között itt végezte a gimnázium három alsó osztályát is. 1849–1851-ben Pesten, a piaristáknál folytatta tanulmányait, majd a többi osztályt 1852–1855-ben Baján fejezte be. 1855-től 1859-ig kalocsai érseki papnevelő intézetben tanult tovább. 1859–1860-ban az érseki irodában, 1860–1861-ben Pesten a Religio szerkesztője mellett, majd az esztergomi szemináriumban volt. 1861-ben Esztergomban pappá szentelték.
1861–1862-ben kemencei káplán volt, majd a Bihar vármegyei Nagykágyán volt nevelő Pongrácz Ödön grófnál. 1862 és 1865 között két évig Varbón, egy évig Muzslán káplánkodott. 1865-től 1871-ig Nagyszombatban volt gimnáziumi tanár. 1870-ben magyar nyelv és irodalomból és latin filológiából tett tanári vizsgát, majd 1871-ben Szegeden kapott tanári állást. 1872-től 1905-ös nyugdíjazásáig Budapesten volt főreáliskolai tanár. 1874-ben kilépett az egyházi rendből, 1875-től a budapesti egyetem magántanára volt.
Tagja volt a Petőfi Társaságnak. 1878–1880-ban a Havi Szemle, 1881-ben a Magyar Szemle szerkesztője volt.

## Munkássága
Mint filozófus az idealista etika művelője, irodalomtörténeti, irodalomelméleti írásaiban eredeti gondolkodó volt. Írt társadalmi vonatkozású cikkeket, novellákat, középiskolai tankönyveket is.
Kisebb írásai a Magyar Sajtó, a Katolikus Néplap, az Idők Tanúja, az Archeológiai Értesítő, a Figyelő, az Athenaeum, a Budapesti Szemle, a Tanáregylet Közlönye, a Pesti Napló, A Hon, a Reform, az Életképek, a Koszoru és a Magyar Szemle című lapokban jelentek meg.

## Főbb művei
- Chateaubriand és kora (Nagyszombat, 1867)
- Magyar nyelvtan a középtanodák alsóbb osztályai számára (Pest, 1871)
- Magyar olvasókönyv a középiskolák I. és II. osztálya számára (Pest, 1872)
- Magyar olvasókönyv a középiskolák III. és IV. osztálya számára (Budapest, 1874)
- Történeti és pótfüzet a Bodnár–Iványi-féle és egyéb magyar olvasókönyvhöz (Budapest, 1874)
- Irály- és szerkezettan (Budapest, 1878)
- Bodnár Zsigmond irodalmi dolgozatai (Budapest, 1877)
- Urania, Kármán és Pajor (Budapest, 1880)
- Egy modern szent; Streinitz, Baja, 1883
- A magyar irodalom története I–III. (Budapest, 1891–1893) Első kötet Második kötet
- Szellemi haladásunk törvénye (Budapest, 1892) Online
- Példák, 1-4.; Singer és Wolfner, Bp., 1893-1894
- Az eszmeerő magyarázata (Budapest, 1894)
- A magyar nemzet politikája; Eggenberger, Bp., 1894
- A tudomány csődjéről. Levél Brunetière Ferdinándnak; Eggenberger, Bp., 1895 (németül is)
- Az erkölcsi törvény alkalmazása (Budapest, 1896)
- Az erkölcsi világ; Singer-Wolfner, Bp., 1896
- Erkölcsi kérdések (Budapest, 1897)
- A jog keletkezése és fejlődése s néhány apróság; Eggenberger, Bp., 1898
- A népfajok sorsa és más kérdések; Pátria, Bp., 1900
- Eszményeink; Eggenberger, Bp., 1902
- Báró Eötvös József. Az erkölcsi törvény szerint magyarázza Bodnár Zsigmond; Eggenberger, Bp., 1904
- A Csokonai vita; Eggenberger, Bp., 1904
- Eötvös és Kemény (Budapest, 1905)
- A politikai helyzet 1906 január elején; Eggenberger, Bp., 1906
- A sociológiai változás alapja. Pécs. 1911.
- Sociologia az iskolában. Pécs. 1913.